# Khánh Thiện, Lục Yên
Khánh Thiện là một xã thuộc huyện Lục Yên, tỉnh Yên Bái, Việt Nam.
Xã Khánh Thiện có diện tích 25,55 km², dân số năm 2019 là 4.846 người, mật độ dân số đạt 190 người/km².